# NGC 7618
NGC 7618 ist eine elliptische Galaxie vom Hubble-Typ E im Sternbild Andromeda, die schätzungsweise 241 Millionen Lichtjahre von der Milchstraße entfernt ist.
Entdeckt wurde das Objekt am 8. Oktober 1879 von Edouard Stephan.